# What More Can I Give
A What More Can I Give (spanyolul Todo para ti) egy dal, melyet Michael Jackson amerikai zenész és énekes írt, és egy híres énekesekből álló supergroup énekelt fel a 2001. szeptember 11-ei terrortámadások áldozatainak megsegítésére.
A dal ötlete eredetileg nem kapcsolódott a terrortámadásokhoz; az 1990-es években született meg Jacksonban, először a Los Angeles-i zavargások után, majd amikor Nelson Mandelával találkozott. Egy koncertjén akarta először bemutatni a dalt, végül azonban erre nem került sor, és kislemezként sem sikerült megjelentetnie, pedig bevételeit az 1999-ben véget ért koszovói háború menekültjei megsegítésére akarta felajánlani. 2001-ben, a szeptember 11-ei terrortámadások után Jackson átírta a dalt, és több más sikeres énekes, köztük Mariah Carey, Luther Vandross és Céline Dion részvételével felénekelte. A dalnak spanyol nyelvű változata is született Rubén Blades zenész szövegével.
A dalt jótékonysági kislemezként tervezték megjelentetni, arra számítottak, hogy legalább 50 millió amerikai dollár bevétel származik majd belőle, amit a terrortámadások túlélői és az áldozatok családjai megsegítésére fordíthatnak. A tervből azonban nem lett semmi, a felhozott okok pedig egymásnak ellentmondóak. Egy újságban az a hír jelent meg, hogy azután tettek le a dal megjelentetéséről, hogy kiderült, producere pornófilmeket rendezett. Marc Schaffel producer ezt tagadta, véleménye szerint a Sony Music reklámtrükkje, hogy nem jelentette meg a dalt.
A What More Can I Give-et először 2002 végén játszotta le egy rádióadó, a New York-i WKTU-FM, engedély nélkül. A következő év végén megjelent letöltésként, a bevételeit gyermekeket támogató jótékonysági szervezeteknek ajánlották fel.

## Háttere
Michael Jackson eredetileg 1992-ben kezdte írni a dalt, a Los Angeles-i lázongások után, eredeti címe Heal LA („Gyógyítsd meg Los Angelest”) volt. Társszerzője Brad Buxer. A dalon a HIStory album és az ezt követő világ körüli turné (1996–1997) idején is dolgozott. 1997 végén, amikor az Invincible albumon kezdett dolgozni, a dalt félretette, de mindig tervezte befejezését. Mikor 1999-ben találkozott Nelson Mandelával, még inkább érezte a késztetést a dal elkészítésére. Jackson felidézte, hogy mikor Mandelával beszélgetett, az adakozás témaköre is felmerült, és ekkor jutottak eszébe a „what more can I give” ('mi többet adhatnék') szavak, és írni kezdte a dalt. Az első változatot elkészülése után be akarta mutani Michael and Friends – What More Can I Give koncertsorozatán Münchenben és Szöulban, 1999 júniusában, végül azonban nem adta elő a dalt, ami ezután évekig kiadatlan maradt.
Ezután felmerült benne, hogy megjelenteti a dalt és bevételeit a koszovói háború (1998–1999) menekültjeinek megsegítésére ajánlja fel. Ezt a szándékát a brit Daily Mirror bulvárlapnak adott interjújában is megerősítette. Kijelentette, hogy a háborúról látott tévés közvetítés felzaklatta, és legszívesebben elment volna Jugoszláviába, hogy átöleljen minden szenvedő gyermeket. A dal azonban ekkor sem jelent meg, és arra sem tartották elég jónak, hogy felkerüljön a 2001-ben megjelent Invincible-re.
2001-ben Jackson két koncertet adott annak tiszteletére, hogy harminc éve volt már a popszakmában szólóénekesként (első önálló dala, a Got to Be There 1971-ben jelent meg. A New Yorkban rendezett két koncertre öt óra alatt elfogytak a jegyek. Jackson mellett fellépett Usher, Whitney Houston, Mýa, Liza Minnelli, James Ingram, Gloria Estefan és Marc Anthony. Jackson hosszú idő óta először lépett fel újra testvérei együttesével, a The Jacksonsszal.
Órákkal a második koncert után a szeptember 11-ei terrortámadás 2993 ember halálát okozta. Jackson ezután újraírta a What More Can I Give-et. Így jellemezte a dalt: „Nem az a fajta vagyok, aki csak ül a fenekén és azt mondja: 'Jaj, de sajnálom őket'. Szeretném, ha az egész világ ezt énekelné: 'Mit adhatnék még?' és ez összehozná az egész világot, a dal egy mantra lenne, valami, amit újra és újra elismételsz. Szükség van a békére, az adakozásra, a szeretetre, az egységre.”

## Felvételek
A What More Can I Give-et 2001-ben számos előadó közreműködésével vették fel. Számos neves előadó vállalta, hogy részt vesz benne, köztük Mariah Carey, Anastacia, Beyoncé Knowles, Nick Carter, Aaron Carter, az *NSYNC és Carlos Santana. A dalt Los Angelesben vették fel, illetve olyan helyeken, ahová Jackson el tudott érni magánrepülőgépén, mobilstúdiójával. Jackson ennyi neves előadót utoljára 1985-ben mozgatott meg, We Are the World című dalához, amely több millió dolláros bevételt hozott az afrikai éhezőknek. A felvételeket 2001 októberében befejezték.
Az angol változat mellett készült egy spanyol nyelvű is, Todo para ti („Mindent neked”) címmel. Ebben több olyan előadó is szerepel, aki az angol nyelvű változaton, de nem az összes, ezenkívül Latin-Amerikában népszerű énekesek is hallhatóak rajta, például Alejandro Sanz és Cristian Castro. A dal címét K. C. Porter producer-dalszerző eredetileg teljesen lefordította, de Jackson szerint túl esetlennek hangzott.

### Közreműködők

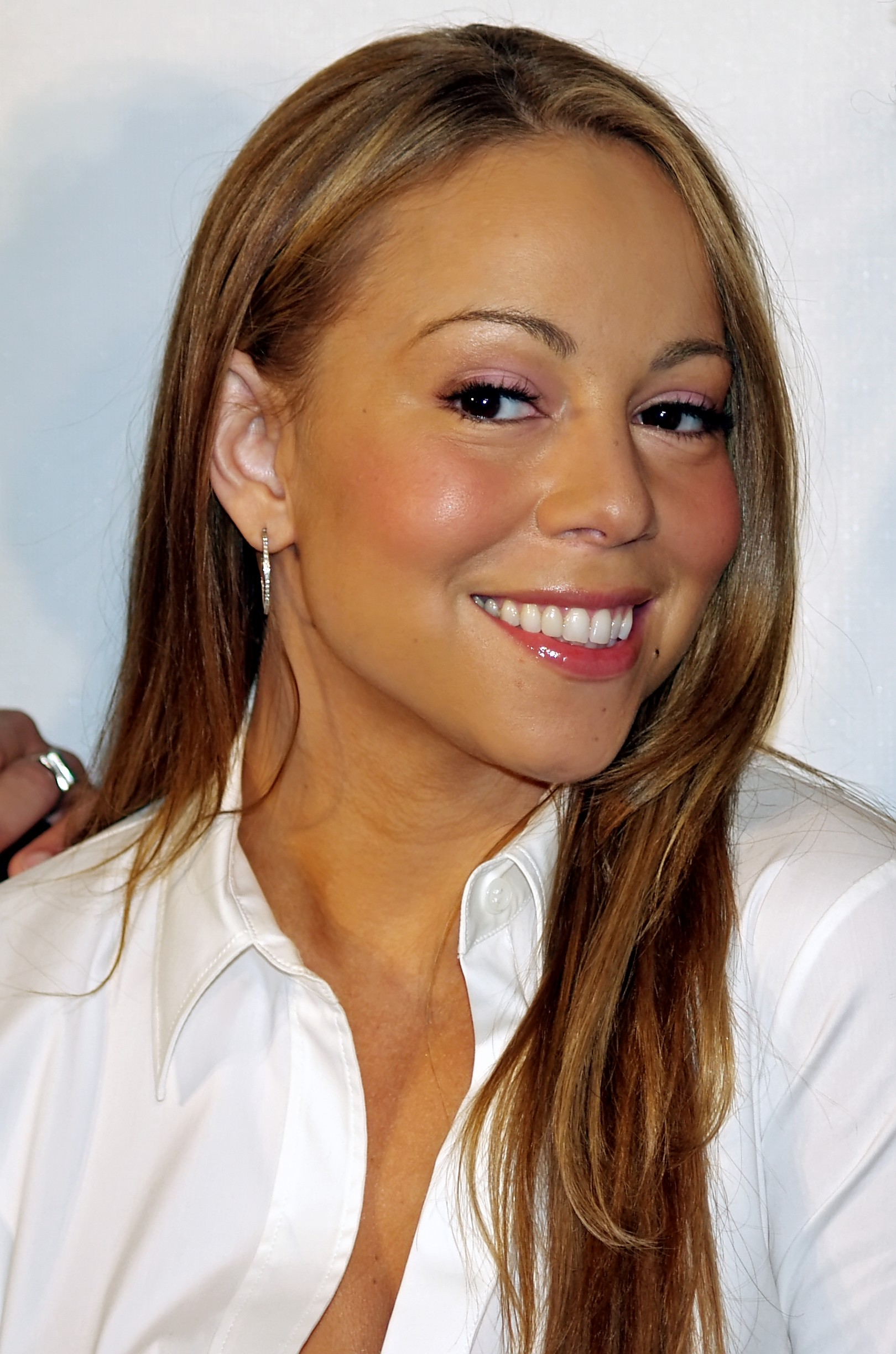
Mariah Carey

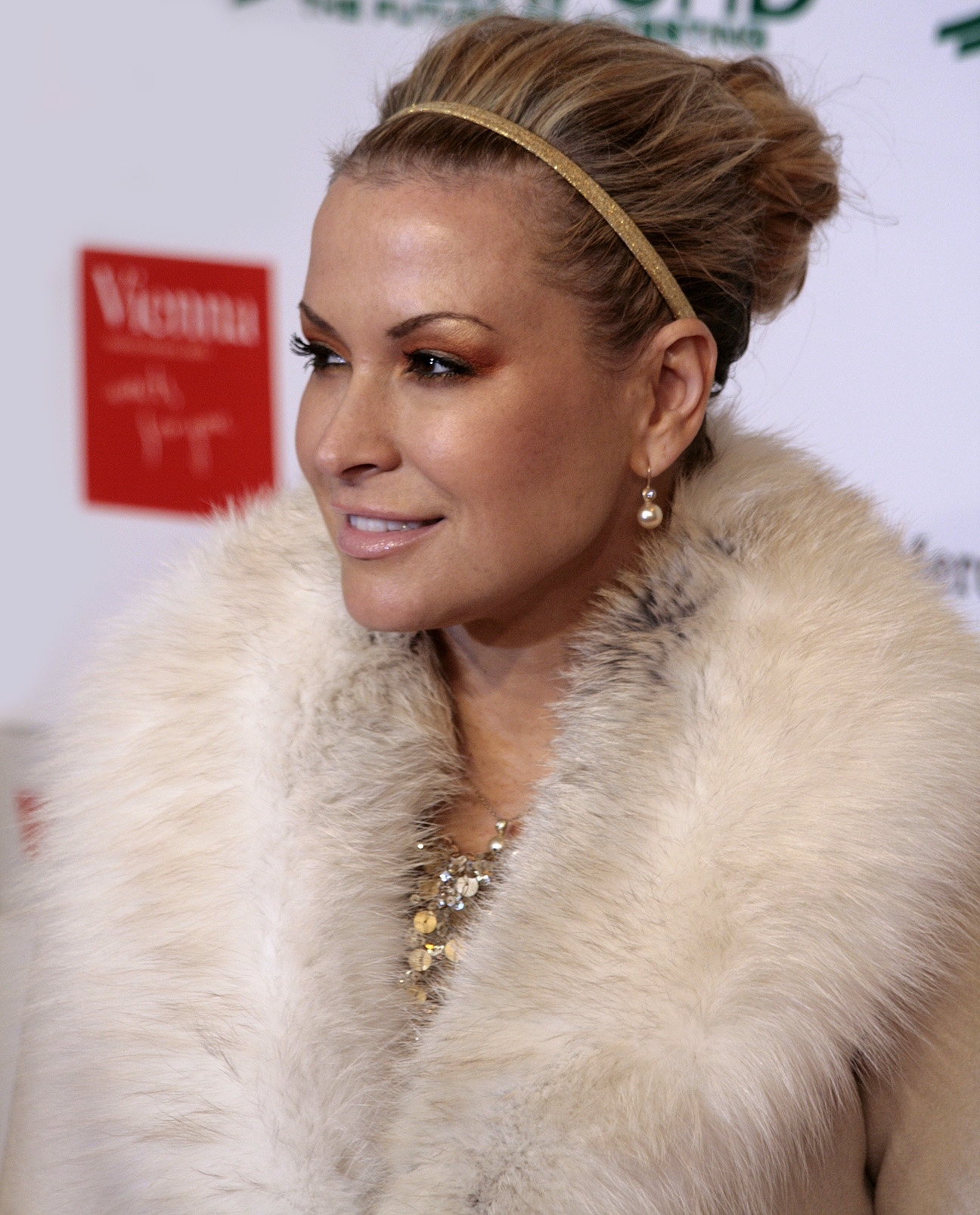
Anastacia

| Előadó            | Szerepel az angol változatban | Szerepel a spanyol változatban |
| ----------------- | ----------------------------- | ------------------------------ |
| 3LW               | Igen                          | Nem                            |
| Aaron Carter      | Igen                          | Nem                            |
| Alejandro Sanz    | Nem                           | Igen                           |
| Anastacia         | Igen                          | Igen                           |
| Beyoncé           | Igen                          | Nem                            |
| Billy Gilman      | Igen                          | Nem                            |
| Brian McKnight    | Igen                          | Igen                           |
| Bryton James      | Igen                          | Nem                            |
| Carlos Santana    | Igen                          | Igen                           |
| Céline Dion       | Igen                          | Igen                           |
| Cristian Castro   | Nem                           | Igen                           |
| Gloria Estefan    | Igen                          | Igen                           |
| Hanson            | Igen                          | Nem                            |
| Jon Secada        | Igen                          | Igen                           |
| Joy Enriquez      | Nem                           | Igen                           |
| Juan Gabriel      | Nem                           | Igen                           |
| Julio Iglesias    | Nem                           | Igen                           |
| Justin Timberlake | Igen                          | Igen                           |
| Laura Pausini     | Nem                           | Igen                           |
| Luis Miguel       | Nem                           | Igen                           |
| Luther Vandross   | Igen                          | Igen                           |
| Mariah Carey      | Igen                          | Igen                           |
| Michael McCary    | Igen                          | Nem                            |
| Michael Jackson   | Hát persze                    | Igen                           |
| Mýa               | Igen                          | Igen                           |
| *NSYNC            | Igen                          | Igen                           |
| Nick Carter       | Igen                          | Nem                            |
| Olga Tañón        | Nem                           | Igen                           |
| Reba McEntire     | Igen                          | Nem                            |
| Ricky Martin      | Igen                          | Igen                           |
| Rubén Blades      | Nem                           | Igen                           |
| Shakira           | Igen                          | Igen                           |
| Shawn Stockman    | Igen                          | Nem                            |
| Thalía            | Igen                          | Igen                           |
| Tom Petty         | Igen                          | Nem                            |
| Usher             | Igen                          | Nem                            |
| Ziggy Marley      | Igen                          | Nem                            |

## Fellépések
A dalt a terrortámadás áldozatainak megsegítésére tartott United We Stand: What More Can I Give jótékonysági koncerten is előadták 2001. október 21-én, a Robert F. Kennedy Memorial Stadiumban Washington, D.C.-ben. A nyolcórás koncerten számos neves előadó lépett fel 54 000 ember előtt. Jackson a We Are the World és a Man in the Mirror című dalokat adta elő, majd több más énekessel – többek közt Rod Stewarttal, Al Greennel, James Brownnal, Sean Combsszal és Pinkkel – előadta a What More Can I Give-et a műsor zárásaként. Joe D’Angelo, az MTV munkatársa később kijelentette, hogy az előadást Jackson és Billy Gilman tartotta össze, a többiek úgy néztek ki, mintha nem is tudták volna a szöveget, az előadás darabos és egyenetlen volt. Jon Pareles is negatív kritikát írt róla, úgy vélte, a vendégelőadók nagy része nem a megfelelő ponton kapcsolódott be a dalba vagy nem énekelt elég hallhatóan.
Mikor az American Broadcasting Company leadta a műsort a tévében, Jackson szereplését ki kellett vágni belőle, mert az énekes képviselői értesítették róla, hogy a következő hónapban Jackson egy fellépését a CBS csatorna sugározza, és a szerződésben szerepel, hogy addig nem szabad tévében szerepelnie. A CBS azonban tagadta, hogy ilyet követeltek volna, bár kijelentették, hogy ha Jackson fellépését másik tévé sugározza, ők kénytelenek lettek volna későbbre tolni saját műsorukat, hogy ne kövesse ilyen hamar a United We Stand: What More Can I Give sugárzását.

## Megjelentetési tervek
A What More Can I Give-et kislemezen is meg akarták jelentetni, hogy a bevételekből az áldozatok családját segítsék. Maga Jackson is kijelentette a terrortámadás után, hogy ötvenmillió dollárt szeretne összegyűjteni erre a célra. Az énekes szóvivője azt is elmondta, hogy a dalt minél hamarabb meg akarják jelentetni; további közleményekben az állt, hogy egy hónapon belül a boltokba akarták, hogy kerüljön.
Mikor a da végül nem jelent meg kislemezen, különböző magyarázatok is felmerültek ennek okát illetően. A Los Angeles Times cikke szerint azért maradt félbe a terv, mert a dal executive producere, Marc Schaffel korábban melegpornó-filmek rendezője és producere volt. Schaffel múltja állítólag egy tévéműsor kapcsán merült fel, ahol a közreműködők azzal fenyegetőztek, közhírré teszik a producer múltbeli tevékenységeit. Jackson menedzsmentje és ügyvédei ezután meg akarták szakítani az énekes kapcsolatát Schaffellel, és 2001 novemberében levélben is kinyilvánították ezt a szándékukat Schaffel ügyvédei felé.
Schaffel tagadta, hogy ő lenne az oka annak, hogy nem jelent meg a dal, és azt is kijelentette, hogy nem rúgták ki a projektből, ez nem is lenne lehetséges, mert az ő cége rendelkezik a What More Can I Give jogaival. Jacksonék tagadták, hogy Schaffelnél lennének a jogok, de azt beismerték, hogy a producernél vannak a dal maszterei és a videófelvételek a stúdióbeli munkálatokról. Schaffel azt is kijelentette, hogy Jackson kiadója, a Sony Music hibájából nem jelent meg a dal; a cég szerinte azért nem adta ki, mert versenytársa lett volna a frissen megjelentetett Invincible albumnak, és fedősztoriként találták ki, hogy azért történt, mert ő pornót rendezett. Schaffel megjegyezte, hogy múltját sosem titkolta sem Jackson, sem a Sony elől.
Jackson szintén a Sonyt hibáztatta, emellett kijelentette, hogy a kiadó nem reklámozta megfelelően az Invincible albumot, és vezetője, Tommy Mottola, rasszista és „ördögi”. A Sony képviselői megalapozatlannak nevezték a Jackson által felhozott vádakat.

## Rádiós játszások
A dalt egy évvel felvétele után játszotta le először rádió. A New York-i székhelyű WKTU-FM engedély nélkül játszani kezdte; programigazgatója, Frankie Blue kijelentette, hogy „Ez a dal ajándék a világnak. Michael és a többiek időt szántak rá, a dal megérdemli, hogy hallják. A címe What More Can I Give – „Mit adhatnék még” –, és én adhatok a világnak egy dalt, amibe belekapaszkodhatnak, ami hatására remélhetőleg elgondolkodnak, mit adhatnak ők.” Nem tudni, hogy szerezte meg a dalt a rádió; sem Jacksonnak, sem Schaffelnek nem volt köze hozzá. Korábban a dal legalább 200 promólemezét szétküldték a részvevő előadók és jogi képviselőik közt, így szivároghatott ki. Schaffel kijelentette, hogy nem tetszene neki, ha a dalt nem arra használnák, amire létrejött: jótékonysági célra. A WKTU-FM a dal játszása után számos telefonhívást és e-mailt kapott, amiben a hallgatók afelől érdeklődtek, hol tudnák megvásárolni a dalt.
A dalt végül 2003. október 27-én megjelentették letöltésként. A whatmorecanigive.com és musicforgiving.com weboldalakon két dollárért lehetett letölteni, a bevételek gyermekeket támogató jótékonysági alapítványoknak mentek. Ezek az alapítványok világszerte a rasszizmus csökkentéséért és az oktatás fejlesztéséért küzdenek. A dal internetes értékesítésében Jacksont a Clear Channel Communications amerikai médiacég segítette.